# Slackline

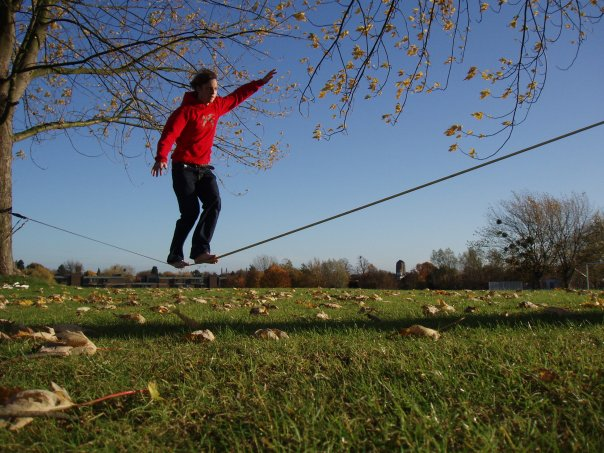
Praticante de Slacklining

Slackline ("linha folgada", em inglês) é um esporte de equilíbrio que utiliza uma fita de nylon esticada entre dois pontos fixos, permitindo ao praticante andar e fazer manobras. Também conhecido como corda bamba, pode ser comparado ao cabo de aço usado por artistas circenses, porem sua flexibilidade permite criar saltos e manobras inusitadas.

## História
O desporto iniciou-se nos anos 1980 nos campos de escalada do Vale de Yosemite, EUA. Os escaladores passavam semanas acampando em busca de novas vias de escalada e nos tempos vagos esticavam as suas fitas de escalada, através de equipamentos, para equilibrar-se e caminhar.

### Brasil
No Brasil, o esporte popularizou nas praias do Rio de Janeiro em 2010, espalhando-se por todo o Brasil.

## Organização
Em agosto de 2015 foi fundada a International Slackline Association com o objetivo de incentivar e organizar o esporte, em nível global, através da cooperação entre entidades nacionais.

## Modalidades

### Soulline
Com distância curta da fita e altura bem baixa, é uma modalidade para iniciantes.

### Yogaline
Nesta modalidade, em vez de manobras, pratica-se posturas derivadas yoga sobre a fita, com concentração.

### Trickline
Geralmente praticado a partir de 1 metro ou mais de altura, com uma fita de 50 mm de espessura, o trickline permite a realização de manobras com saltos e equilíbrio extremo, exigindo bastante preparo físico e treino.

### Longline
Esta modalidade exige do praticante bastante condicionamento físico, pois quanto maior o comprimento da fita mais força muscular e equilíbrio são necessários, e também requer bastante concentração para manter-se na fita e vencer as suas dificuldades.

### Waterline
É a pratica do Slackline sobre as águas, seja em piscinas, rios ou praias. Nesta modalidade, também é permitido o uso de uma fita tubular.

### Highline
Praticado em alturas superiores a 5 metros. Esta modalidade requer muita experiência e conhecimento de alpinismo, pois é necessário utilização de equipamentos de segurança e conhecimento técnico de sistema de redução, como uma cadeira de montanhistas chamada "baudrier", presa ao corpo do praticante com uma corda de escalagem e mosquetão que aguenta 2 toneladas de peso e uma segunda fita ou cabo de aço.

### Baseline
A modalidade baseline é o highline sem o baudrier, onde o praticante vaicom uma mochila de paraquedas nas costas, caso caia da fita. O praticante desta modalidade tem que ser paraquedista.